# Araeognatha sichotensis
Araeognatha sichotensis är en fjärilsart som beskrevs av Kurentzov 1951. Araeognatha sichotensis ingår i släktet Araeognatha och familjen nattflyn. Inga underarter finns listade i Catalogue of Life.